# Slađana Topić
Slađana Topić, née le 15 mars 1983 à Banja Luka en Yougoslavie, est une joueuse internationale bosnienne évoluant au poste de pivot, au club de Zayen LA HBF, en Guadeloupe.
Elle est la capitaine de la sélection de Bosnie-Herzégovine ainsi que de son équipe de Zayen LA HBF.
Elle a auparavant évolué dans de nombreux clubs français, bosniens, serbes, portugais et espagnols, ainsi que pendant 9 saisons au HBC Celles-sur-Belle
En mars 2021, elle est appelée pour la première fois en sélection nationale de Bosnie-Herzégovine qui n’avait plus formé d’équipe depuis 2009. En mai 2021, elle est capitaine de l'équipe nationale aux qualifications du Championnat d'Europe 2022, pour une deuxième place derrière la Grèce mais devant l'Italie et la Lituanie.
Elle est également, depuis 2022, Conseillère Technique Fédérale de la ligue Guadeloupéenne de Handball, où elle occupe le poste de Responsable du pôle masculin Basse-Terre.
Elle a également été la sélectionneuse des U19 masculins de Guadeloupe lors du IHF Trophy Amérique du Nord et Caraïbes au Mexique et IHF Trophy Intercontinental au Costa-Rica. 
En décembre 2023 en tant qu'entraîneur principal elle remporte également les IHF Trophy Amérique du Nord et Caraïbes au Porto Rico avec l'équipe U17F de Guadeloupe.  

## Parcours en France
Arrivée en 2011 au HBC Celles-sur-Belle, elle a connu les hauts et les bas du club, en ayant joué en Nationale 1, Division 2 et une saison en Division 1. Lors des deux dernières saisons à Celles-sur-Belle, elle est également chargée de communication. Pour sa dernière saison au HBC Celles-sur-Belle en 2018-2019, elle est vice-championne de France de D2 et demi-finaliste de la coupe de France. Elle évolue la saison suivante au Blanzat Sport Montluçon où elle est également responsable de la communication et des partenariats avant de retourner en Espagne en 2020.

## Palmarès

### En club
- Championnat de Bosnie-Herzégovine (1) : 2003
- Coupe de Bosnie-Herzégovine (2) : 2003, 2004
- Championnat de Serbie (1) : 2008
- Coupe des Pyrénées (2) : 2009, 2010
- Ligue des Pyrénées (ca) (1) : 2010
- Championnat de France de Nationale 1 (1) : 2015
- Finaliste de la supercoupe du Portugal (1) : 2021
- Deuxième du Championnat du Portugal (1) : 2021
- Coupe de Guadeloupe (1): 2023
- Finaliste de la Supercoupe des Antilles (1) : 2023
- Championnat de Guadeloupe (1) : 2024

### En tant que Coach
- IHF Trophy Amérique du Nord et Caraïbes en 2022 avec la Guadeloupe U19M
- IHF Trophy Intercontinental au Costa-Rica en mars 2023 avec la Guadeloupe U19M
- finaliste des Interpôles en mars 2023 avec l'équipe Antilles-Guyane (adjointe)
- IHF Trophy à Porto Rico en décembre 2023 avec la Guadeloupe U17F

### Distinctions personnelles
- Élue meilleure pivot du Championnat de France de Nationale 1 en 2013/2014 et 2014/2015
- Élue meilleure joueuse des journées 7 et 9 du Championnat d'Espagne 2020/2021
- Élue meilleure entraîneure de Guadeloupe tous les sports confondus 2023/2024